# Communauté d'agglomération Gap-Tallard-Durance
La communauté d'agglomération Gap-Tallard-Durance est une communauté d'agglomération française créée le 26 octobre 2016 et a pris effet le 1er janvier 2017, située dans le département des Hautes-Alpes en région Provence-Alpes-Côte d'Azur.

## Histoire
Le schéma départemental de coopération intercommunale des Hautes-Alpes prévoyait d'abord le rattachement de la communauté de communes de Tallard-Barcillonnette à la communauté d'agglomération. Après consultation de la commission départementale de coopération intercommunale le 17 mars 2016, il a été décidé de rattacher deux communes du département limitrophe des Alpes-de-Haute-Provence : Claret et Curbans.
La nouvelle structure intercommunale portera le nom de « communauté d'agglomération Gap-Tallard-Durance » (arrêté préfectoral du 26 octobre 2016).

## Territoire communautaire

### Composition
La communauté d'agglomération est composée des 17 communes suivantes :

| Nom                | Code Insee | Gentilé          | Superficie (km2) | Population (dernière pop. légale) | Densité (hab./km2) |
| ------------------ | ---------- | ---------------- | ---------------- | --------------------------------- | ------------------ |
| Gap (siège)        | 05061      | Gapençais        | 110,43           | 40 656 (2022)                     | 368                |
| Barcillonnette     | 05013      | Barcillonnettois | 19,51            | 140 (2022)                        | 7,2                |
| Châteauvieux       | 05037      | Châteauviards    | 7,07             | 536 (2022)                        | 76                 |
| Claret             | 04058      | Claretains       | 21,04            | 296 (2022)                        | 14                 |
| Curbans            | 04066      | Curbannais       | 28,88            | 577 (2022)                        | 20                 |
| Esparron           | 05049      | Esparronnais     | 24,11            | 56 (2022)                         | 2,3                |
| Fouillouse         | 05057      | Fouillousards    | 7,24             | 274 (2022)                        | 38                 |
| La Freissinouse    | 05059      | Freissinousiens  | 8,32             | 948 (2022)                        | 114                |
| Jarjayes           | 05068      | Jarjayais        | 22,67            | 465 (2022)                        | 21                 |
| Lardier-et-Valença | 05071      | Lardiériens      | 14,86            | 371 (2022)                        | 25                 |
| Lettret            | 05074      | Lettretiens      | 4,2              | 199 (2022)                        | 47                 |
| Neffes             | 05092      | Neffois          | 8,36             | 783 (2022)                        | 94                 |
| Pelleautier        | 05100      | Pelleautiards    | 12,81            | 839 (2022)                        | 65                 |
| La Saulce          | 05162      | Saulcetiers      | 7,89             | 1 375 (2022)                      | 174                |
| Sigoyer            | 05168      | Sigoyards        | 24,38            | 739 (2022)                        | 30                 |
| Tallard            | 05170      | Tallardiens      | 15,02            | 2 272 (2022)                      | 151                |
| Vitrolles          | 05184      | Vitrollains      | 14,62            | 217 (2022)                        | 15                 |

### Démographie
| 1968   | 1975   | 1982   | 1990   | 1999   | 2009   | 2014   | 2020   |
| ------ | ------ | ------ | ------ | ------ | ------ | ------ | ------ |
| 28 366 | 32 115 | 35 223 | 38 664 | 42 508 | 47 498 | 49 365 | 50 097 |

## Administration

### Siège
Le siège de la communauté d'agglomération est situé à Gap.

### Les élus
La communauté d'agglomération est gérée par un conseil communautaire composé de 59 membres représentant chacune des communes membres. La répartition des sièges des conseillers communautaires par commune est la suivante :
| Nombre de conseillers | Communes |
| --------------------- | --- |
| 29                    | Gap |
| 7                     | Tallard |
| 5                     | La Saulce |
| 2                     | La Freissinouse, Neffes, Pelleautier, Sigoyer                                                                         |
| 1                     | Barcillonnette, Châteauvieux, Claret, Curbans, Esparron, Fouillouse, Jarjayes, Lardier-et-Valença, Lettret, Vitrolles |

### Présidence
| Nom | Nom          | Parti | Début | Fin         | Fonctions                                                                |
| --- | ------------ | ----- | ----- | ----------- | ------------------------------------------------------------------------ |
|     | Roger Didier | UDI   | 2017  | En fonction | Conseiller départemental du canton de Gap-4 (2015-) Maire de Gap (2007-) |

### Compétences
- Compétences Obligatoires[8] : 
Développement Économique (Zones d’activité et promotion du tourisme).  Aménagement de l’Espace (SCOT, ZAC, Mobilité et transport).  Équilibre Social de l’Habitat (PLH, Politique de Logement Social d’intérêt communautaire).  Politique de la Ville.  Aire d’accueil des gens du voyage.
- Compétences Optionnelles : 
L’assainissement.  Protection et mise en valeur de l'environnement et du cadre de vie.  Action sociale d'intérêt communautaire.  Politique du logement et du cadre de vie.  Voirie d'intérêt communautaire.  Equipements culturels et sportif d'intérêt communautaire.

### Régime fiscal et budget
Le régime fiscal de la communauté d'agglomération est la fiscalité professionnelle unique (FPU).